# Garcia Bento
Antônio Garcia Bento (Campos dos Goytacazes, RJ, 1897 - Rio de Janeiro, 1929) foi um pintor e desenhista brasileiro, considerado como um dos melhores marinhistas do país.
Muito pobre, não pôde estudar além do curso primário, pois cedo precisou trabalhar para ajudar no sustento de sua numerosa família.
Em 1916 ingressou na Colméia dos Pintores do Brasil, um curso livre de arte, dirigido por Levino Fânzeres, que funcionava aos domingos na Quinta da Boa Vista, em São Cristóvão, na cidade do Rio de Janeiro.
No ano seguinte passou a enviar seus trabalhos para o Salão Nacional de Belas Artes, onde, depois de receber uma série de prêmios menores, obteve a cobiçada premiação de viagem à Europa (1925) com o quadro intitulado Saveiros.

## Galeria

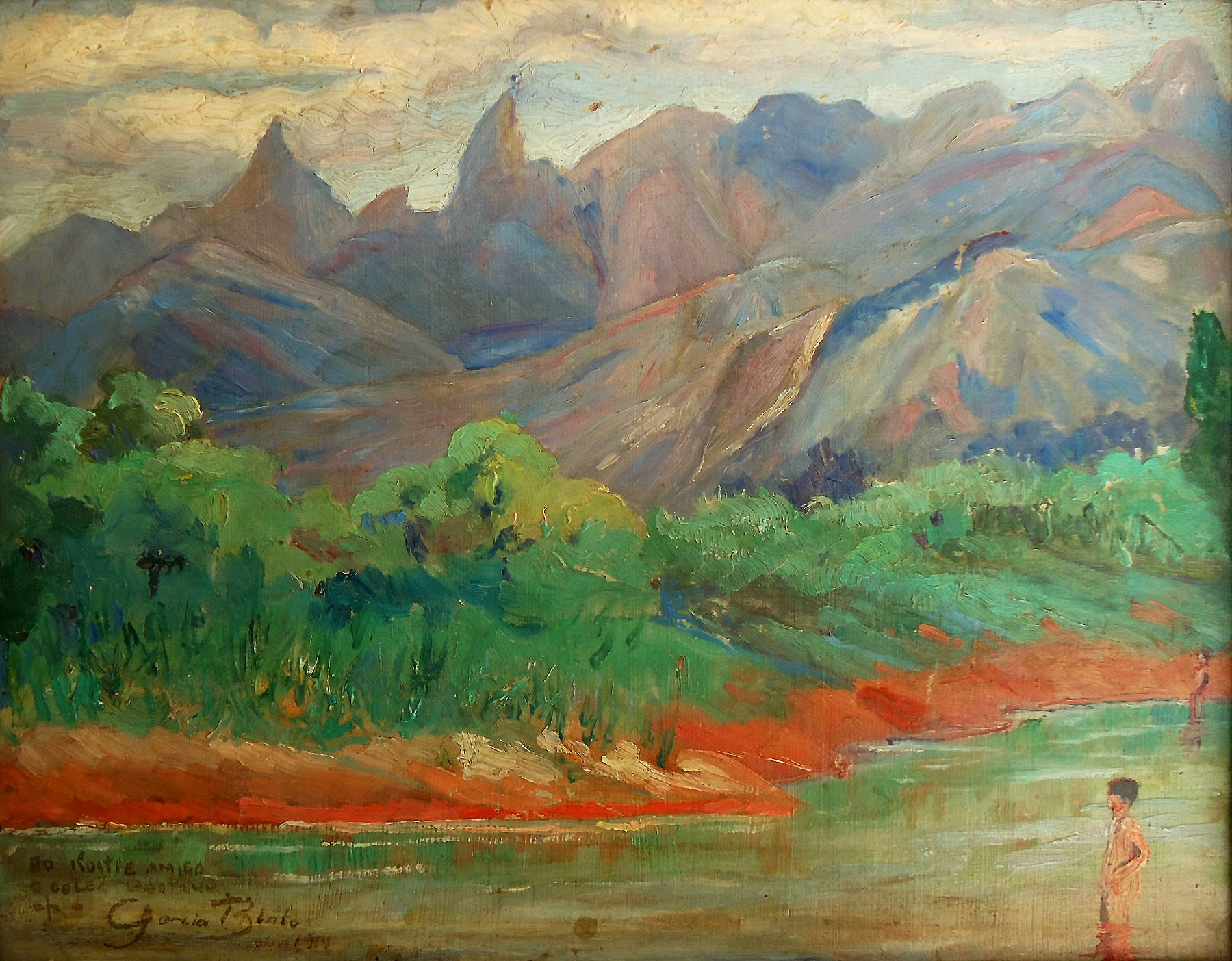
Teresópolis, óleo sobre madeira, c 1914-19, 27 x 35 cm, Photo Gedley Belchior Braga
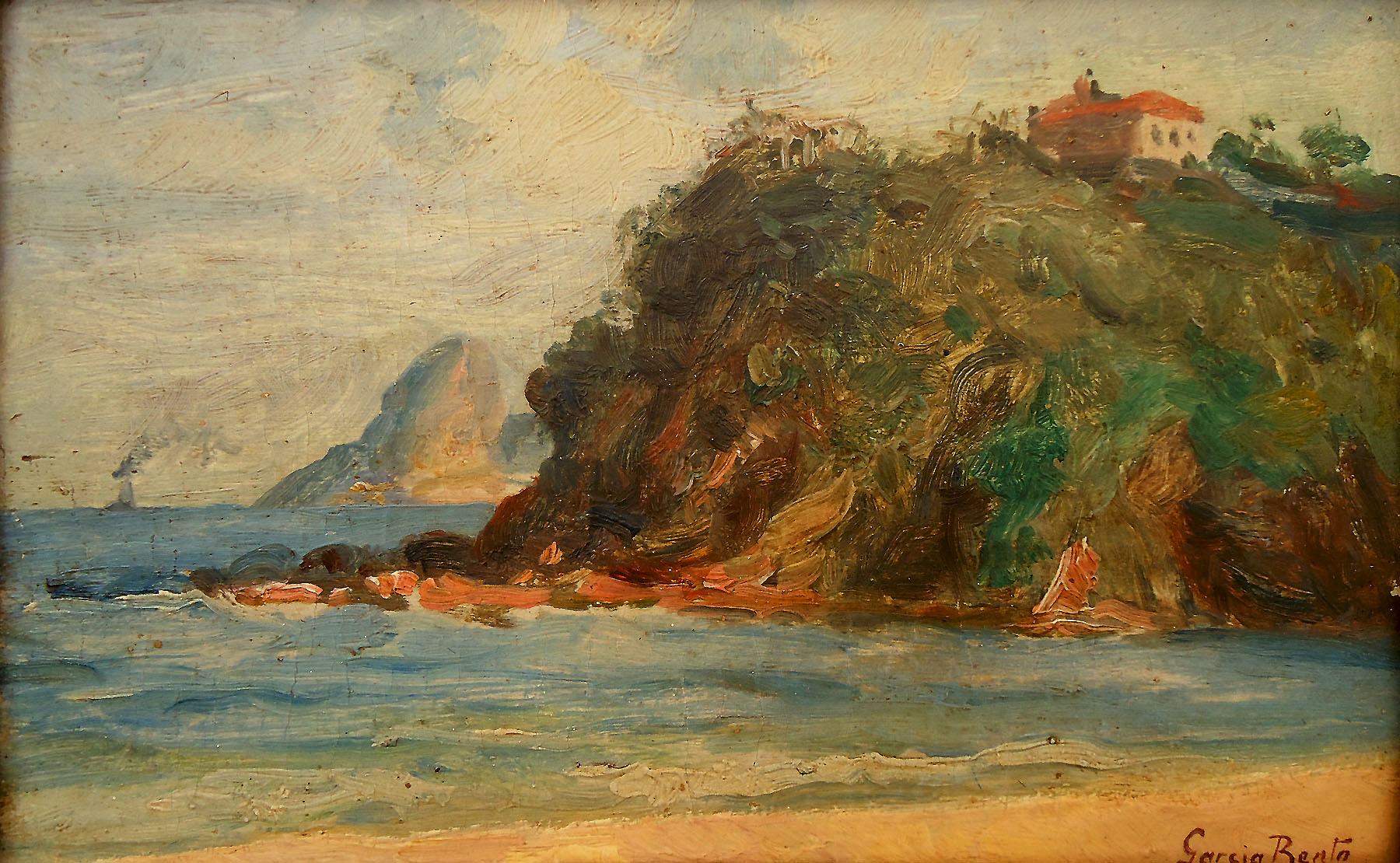
Garcia Bento, Ilha da Boa Viagem (Nictheroy), óleo sobre madeira, 17 x 27 cm, Photo Gedley Belchior Braga
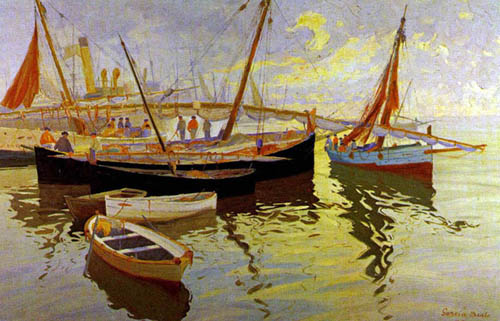
Porto de Valença, 1927
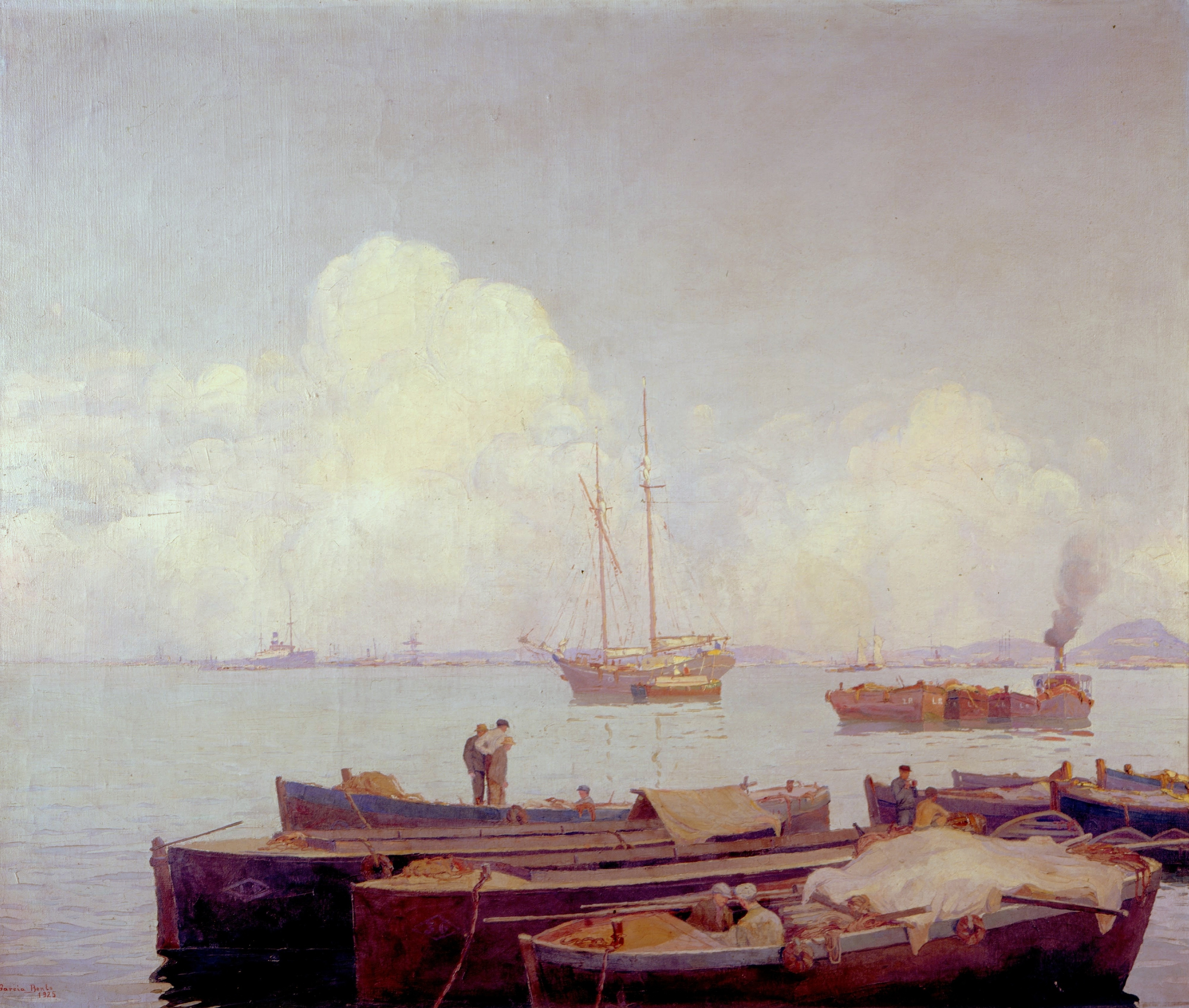
Saveiros, 1925